# عذاب (القطن)

'

تعديل مصدري - تعديل

عذاب هي إحدى قرى عزلة القطن بمديرية القطن التابعة لمحافظة حضرموت، بلغ تعداد سكانها 11 نسمة حسب تعداد اليمن لعام 2004.